# Birgit Hahn
Birgit Hahn, född den 29 juni 1958 i Mönchengladbach, Tyskland, är en västtysk landhockeyspelare.
Hon tog OS-silver i damernas landhockeyturnering i samband med de olympiska landhockeytävlingarna 1984 i Los Angeles.